# Marc Terenci Varró
|  | «Varró» redirigeix aquí. Vegeu-ne altres significats a «Varró (cognom)». |

Marc Terenci Varró (llatí: Marcus Terentius Varro; Reate, 116 aC - 27 aC) va ser un polígraf, escriptor, militar i magistrat romà, i es considera un dels erudits més grans de la història de Roma segons Quintilià.

## Biografia
Varró va nàixer a Reate (actual Rieti) a la Sabínia en el si d'una família benestant i posseïdora de moltes terres en aquella mateixa ciutat. Per això és anomenat Varró Reatí. Va rebre una rígida educació romana i grans mestres l'encaminaren a l'estudi. El primer fou Luci Eli Preconi Estiló un cavaller romà expert en antiguitats que l'introdueix a la tradició estoica. També Antíoc d'Ascaló el fa entrar en contacte amb la filosofia platònica de l'Acadèmia. També rep elements cínics i pitagòrics. Així doncs, era un home de gran cultura, però es va dedicar a la política i a la vida militar, ja que per als romans això era més important i de més valor que l'erudició. Va ser qüestor al voltant del 86 aC, cap al 70 aC va ser tribú de la plebs, el 68 aC pretor i el 59 aC està entre els vigintiviri, igual que Pompeu, per fer la llei agrària promulgada per Cèsar. A partir del 78 aC fa carrera com a llegat de Pompeu. Va participar en moltes campanyes militars com a Hispània (71 - 11 aC) en ocasió de la guerra contra Sertori, i se sap que va tenir un comandament militar naval en la guerra contra els pirates l'any 67 aC i també participà en la guerra contra Mitridates VI Eupator. El 49 aC fou partidari del senat i els optimates en la guerra civil entre Cèsar (populares) i Pompeu (optimates) i va anar a Grècia, on va restar fins a la batalla de Farsàlia. Es va acollir a la clemència del guanyador, Cèsar, i li fou atorgada. El va nomenar superintendent de biblioteques públiques, és a dir, havia de recopilar les obres de literatura grega i llatina per a fer una gran biblioteca pública. Però abans de saber-se que havia estat perdonat per Cèsar la seva casa de Casí fou saquejada per la gent de Marc Antoni i la seva biblioteca personal fou destruïda. Tot i així Varró va poder convertir la seva passió en un assumpte d'estat. Encara que aquella biblioteca no s'acabà construint mai, la idea ja havia estat donada.
A la mort de Juli Cèsar fou inclòs en la llista de proscrits però fou advertit a temps pel seu amic Quint Fufi Calè i va poder escapar, encara que se li van confiscar els béns. Al 83 aC Varró va ser honorat amb un retrat a la primera biblioteca pública de Roma construïda per  Asini Pol·lió. Durant uns anys Terenci va restar en reclusió literària, repartit entre Cumes i Túsculum, ocupat en diverses composicions. Excepte aquells incidents a la mort de Cèsar, la resta de la seva vida fou tranquil·la. Va morir a una edat molt avançada. De fet, la seva vida està compresa en un llarg període de la història romana, ja que tenia deu anys més que Ciceró i va arribar a veure els inicis del principat d'August.

## Obra

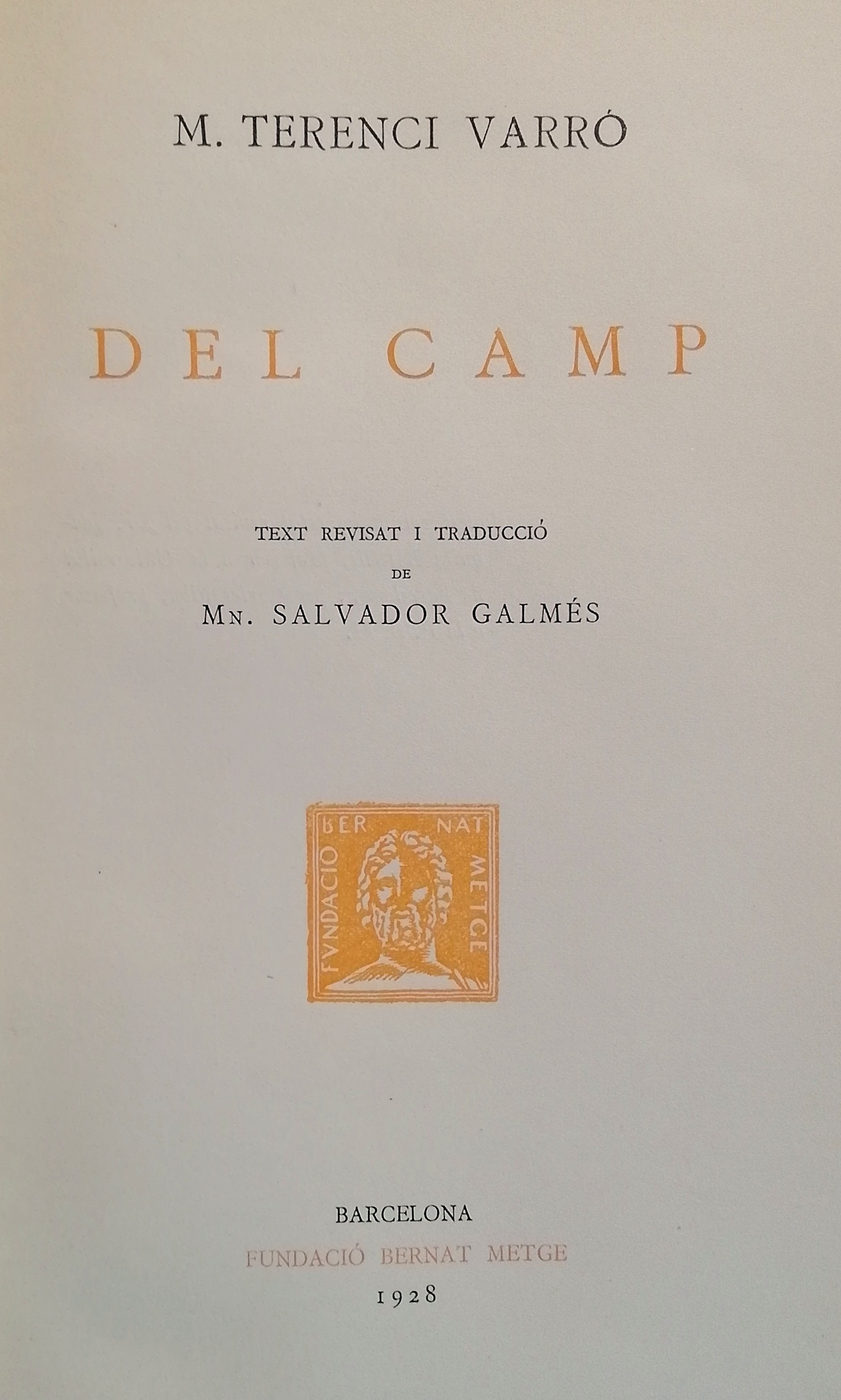
De re rustica (Del camp), traducció catalana publicada a Barcelona per la Fundació Bernat Metge dins la Col·lecció Fundació Bernat Metge l'any 1928

Varró va produir una obra molt extensa i que aplegava molts àmbits però només s'ha conservat De re rustica i una part bastant àmplia de De lingua latina. La major part, doncs, de les seves obres s'ha perdut.
- De lingua latina («Sobre la llengua llatina»): és un escrit gramatical. Estava compost per 25 llibres dels quals es conserven del V al X amb alguns buits. L'obra està dedicada a Ciceró, si més no en gran part. En el llibre I fa una introducció general, en els llibres II i III tracta els arguments en contra i a favor de l'etimologia com a ciència. I finalment al llibre IV tracta les formae etymologiae («formes etimològiques»). En els llibres del V al VII examina etimològicament per grups temàtics el patrimoni lèxic llatí. En els llibres del VIII al X tenen la mateixa estructura que el llibre II, III i IV. Primer argumenta contra l'analogia i l'anomalia; i en el llibre XX tracta De similitudinum forma («Sobre la forma de les analogies»). La resta de llibres devien tenir la mateixa estructura i tractaven de morfologia de l'XI al XIII i de sintaxi del XIV al XXV.
- Rerum Rusticarum («Tòpics de l'Agricultura en tres llibres»): Es tracta d'un assaig sobre agricultura. Està dividida en tres llibres: el primer s'ocupa de l'agricultura, el segon de la cria de bestiar i el tercer de la cria d'animals petits com les aus, les abelles i els peixos.

### Obra perduda
- Disciplinae "Disciplines": era una obra enciclopèdica que comprenia les arts liberals: gramàtica, didàctica, retòrica, geometria, aritmètica, astronomia, música, medicina i arquitectura. En aquesta obra volia conduir el lector des del que és aparent cap al que no ho és, i tot i que s'allunyava dels texts exclusivament pràctics no es proposava acumular coneixements inútils. Esdevé un portaveu del model educatiu grec. Tot i que no ens ha arribat el text va exercir una gran influència a l'antiguitat tardana, per exemple en Sant Agustí i Marcià Capel·la.
- De comoediis Plautinis («Sobre les comèdies de Plaute»): en aquest llibre de Varró establia les 21 comèdies que es consideren autèntiques de Plaute. I hi afegia algunes obres que no tothom considera plautines però ell si.
- De poematis i De poetis («Sobre poemes») i («Sobre poetes»): Aquestes dos obres es complementaven entre si. Tractaven de la poesia llatina basant-se en la mesura i el contingut.
- Hebdomades vel De imaginibus («Les setmanes o Sobre els retrats dels avantpassats»): Eren 15 llibres amb 700 retrats de romans i grecs il·lustres. Va ser el primer llibre il·lustrat romà de què tenim notícia. Cada retrat anava acompanyat d'un epigrama i una breu biografia.
- Antiquitates rerum humanarum et divinarum («Antiguitats de les coses humanes i divines»): Va ser una obra molt influent. Era un manual ordenat per lemes. Tenia un llibre d'introducció a les res humanae («coses dels homes»). Aquesta estava seguida per quatre grups de sis llibres: de hominibus («sobre els homes», II - VII), de locis («sobre els llocs», VIII - XIII), de temporibus («sobre els temps», XIV - XIX) i de rebus («sobre les coses», XX - XXV). També hi havia unes res divinae («coses divines») dedicades a Cèsar. Té també una introducció (XXVI) i seguien 5 grups de 3 llibres amb una estructura anàloga a l'anterior, és a dir, s'ocupava: d'homes sacerdots (XXVII - XXIX) de llocs de culte (XXX - XXXII), de festivitats (XXXIII - XXXV), de rituals (XXXVI-XXXVIII) i de divinitats (XXXIX - ILI). Només tenia en compte el món i la cultura romana.
- De gente populi romani («sobre la gent del poble romà») És un llibre que parla sobre els orígens del poble romà. L'obra presenta els antecedents per a la següent obra De vita populi romani.
- De vita populi romani "(«Sobre la vida del poble romà») era una obra històrica. Estava dividida en quatre llibres i dedicada a Dionisi Àtic. El primer llibre arribava fins a l'expulsió dels reis. Els segon probablement fins a l'inici de la Primera Guerra Púnica, el tercer fins al 133 aC i el quart fins al temps de la guerra civil entre Cèsar i Pompeu. Varró té en compte l'evolució cultural i històrica, la crítica del present i una finalitat edificant.
- Liber de philosophia («Llibre sobre filosofia»): Era, evidentment, una obra filosòfica. Varró s'aproxima al platonisme de l'Acadèmia com el seu professor Antíloc. Creu doncs que l'home està format per ànima i cos. La virtut, per tant, és suficient per arribar a la vita beata "(«vida feliç»).
- De principiis numerorum («Sobre els principis dels números»): Era una obra filosòfica. Estava formada per 9 llibres i s'ocupava de la doctrina pitagòrica dels números per la qual Varró sentia una gran afició.
- Logistroici («Lògica»): Era una obra filosòfica. Constava de 76 llibres que presentaven enigmes. Es tractava d'exposicions de filosofia popular en forma de dissertació segons el model dels diàlegs d'Heràclides Pòntic.
- Saturae Menippeae  («Sàtires Menipees»): És considerada l'obra més important de Varró tot i no haver-se conservat. El propòsit era escriure una obra edificant i al mateix temps entretinguda.
- També va escriure obres de retòrica i textos jurídics.

## Influències
Com a erudit i compilador va tenir accés a tota la literatura disponible i la va utilitzar per als seus fins. Encara que també utilitza materials nous. Varró és la màxima expressió de l'estil enciclopedista dels romans, els seus antecedents grecs es poden trobar a la sofística i en Posidoni.
En termes filosòfics agafa de totes les escoles el que li sembla vàlid. En les Menippeae utilitza un gènere popular provinent d'orient que li arriba a partir de Mènip de Gàdara. Valora també textos cínics, peripatètics, estoics, neopitagòrics i sobretot segueix l'Acadèmia de Plató. Aquest últim punt és degut al seu professor Antíloc d'Ascaló, però apareix només en les seves últimes obres, especialment De philosophia.
Pel que fa a l'estudi de la llengua rep gran influència del seu professor Eli Estiló, que aplica la filosofia de la stoa. També rep una gran influència d'Acci.

## Tradició manuscrita
Tota la tradició de les parts conservades de De lingua Latina es fonamenta en el Laurentianus. Tots els altres manuscrits que coneixem provenen d'aquest. També és important l'exemplar de Múnic de l'editio princeps perquè conté anotacions. Tot i així el Laurentianus està defectuós i té molts buits.
Alguns dels textos importants són el de l'editio princeps a París i el de l'edició de Victorius (Lió 1541). Però el testimoni més antic de tots és el manuscrit Parisinus.
Es conserven 90 títols i 600 fragments de les Saturae Manippeae, sobretot gràcies a Noni. Per a la resta d'obres Varró és citat per Dionís d'Halicarnàs, Virgili, Verri Flac, Plini, Suetoni, Aulus Gel·li, Sext Pompeu Fest, Macrobi i també els pares de l'església com sant Agustí.

## Pervivència
Varró va ser un autor molt important per la literatura llatina i va ser una font important per als gramàtics posteriors. A més a més és el generador del mètode de l'etimologia a Roma. I Verri Flac ordenà en forma de lèxic el material presentat per Varró i això serà utilitzat més tard per Fest al s. II i més tard també en època carolíngia per Pau el Diaca.
De fet Ciceró cita Varró en l'Academica posteriora. També és una influència per a la restauració augustea a causa de l'estudi que fa dels mores maiorum («costums dels avantpassats»). Autors com Virgili i Ovidi busquen en les seves obres pel seu gran coneixement de la història de Roma. També se'l considera doctissimus Romanorum («el més instruït entre els romans» pel que fa a l'estudi de l'antiguitat, ja que no hi ha cap testimoni de cap altre autor que es pugui equiparar a ell. Sobre les seves obres treballen Suetoni i Gel·li, però també els autors cristians com Lactanci i Agustí. La seva obra amb més repercussió va ser Disciplinae. Però les Menippeae també tenen un gran paper, ja que a partir de Boeci i Marcià Capel·la es transmeten a la literatura moderna, sobretot als països anglosaxons.
Encara que s'hagi perdut la major part de la seva obra la seva influència és remarcable i de fet Petrarca el considera després de Ciceró i Virgili il terzo gran lume romano («el tercer gran home il·lustrat»).

## Traduccions catalanes
- Rerum rusticarum, Libri tres. De re rustica (Del camp). Traductor: Salvador Galmés. Barcelona, Col·lecció Fundació Bernat Metge, any 1928